# بریزن (مارک)
بریزن (به آلمانی: Briesen) یک شهر در آلمان است که در اودر-اشپری واقع شده‌است. بریزن ۲٬۸۷۰ نفر جمعیت دارد.